# Športni park Beltinci
Športni park Beltinci – stadion piłkarski w Beltinci, w Słowenii. Został otwarty w 1959 roku. Obiekt może pomieścić około 4000 widzów, z czego 1441 miejsc znajduje się na zadaszonej trybunie głównej, oddanej do użytku w 1997 roku (w tym 50 miejsc przeznaczonych jest dla VIP-ów, a 48 dla dziennikarzy). Na obiekcie swoje spotkania rozgrywa drużyna ND Beltinci, której prekursorem był klub NK Beltinci występujący w latach 1991–2000 nieprzerwanie przez 9 sezonów w najwyższej klasie rozgrywkowej Słowenii. Ze stadionu korzystają także piłkarki klubu ŽNK Pomurje, które w sezonach 2005/2006, 2011/2012 i 2012/2013 zdobywały tytuły mistrzyń kraju.